# Truncatura de um sólido
Truncatura de um Sólido consiste na remoção de partes de um sólido colocadas simetricamente no sólido.
A operação dual da truncatura é acumulação de sólidos que consiste em substituir faces poligonais por pirâmides.

A Truncatura pode ser feita sobre os vértices ou sobre as arestas de um sólido.

## Truncatura dos vértices
Consiste em cortar parcialmente todos os vértices de um sólido.
Esta operação permite obter 7 dos sólidos de Arquimedes a partir dos Sólidos Platónicos. 
Se se aparar sucessivamente os vértices de um cubo, obtém-se o cubo truncado, o cuboctaedro o octaedro truncado e por fim o octaedro.
Partindo do dodecaedro obtém-se o dodecaedro truncado, o icosidodecaedro, o icosaedro truncado e o icosaedro.
O truncamento do tetraedro gera o tetraedro truncado.
Podemos aplicar esta operação ao grande dodecaedro e ao grande icosaedro e obter os sólidos uniformes côncavos.

## Truncatura das arestas
Consiste em cortar parcialmente todas as arestas de um sólido.
A partir de um cubo, esta operação dá sucessivamente um cuboctaedro, depois um dodecaedro rômbico.
A partir de um dodecaedro, obtém-se o icosidodecaedro depois o triacontaedro rômbico.